# Frankzone

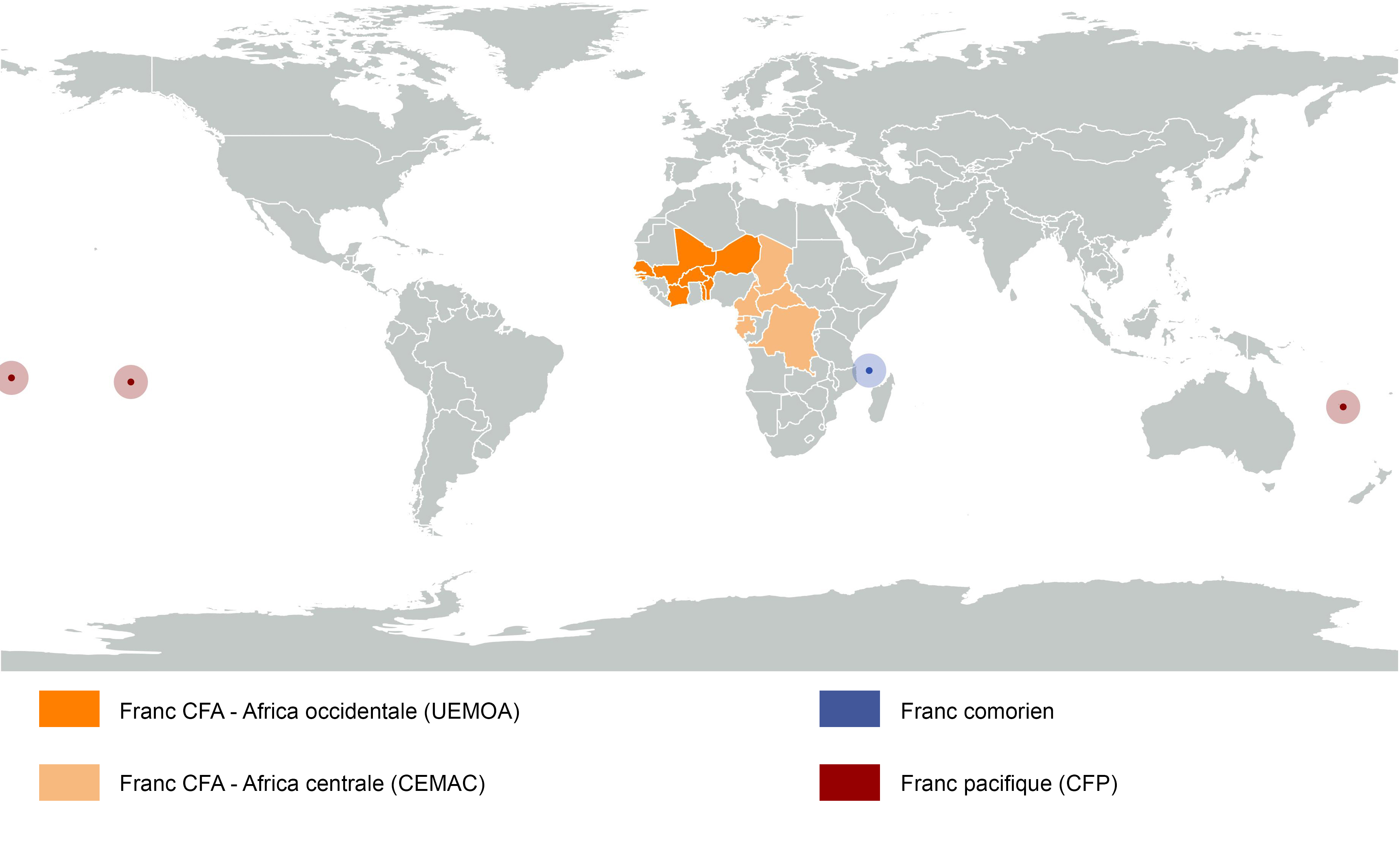
Landen die deel uitmaken van de frankzone.

De frankzone bestaat uit geopolitieke zones waar valuta worden gebruikt die vroeger aan de Franse frank waren gekoppeld (voormalige koloniën of overzeese gebiedsdelen) en tegenwoordig aan de euro zijn gekoppeld door een vast pariteitssysteem dat wordt gegarandeerd door de Franse schatkist.
Deze munten zijn het resultaat van het monetaire samenwerkingsbeleid van de Banque de France en de centrale banken van de voormalige koloniën, die door overeenkomsten met elkaar verbonden zijn.
De CFP-frank komt overeen met gebieden onder Franse soevereiniteit en wordt uitgegeven door een Franse openbare instelling, het overzeese uitgifte-instituut.
De Banque de France beheert dit geheel onder het concept van de frankzone.
In 2017 bedroeg het totale bbp van de 14 lidstaten van de frankzone 188 miljard Amerikaanse dollar, een waarde die overeenkomt met 7% van het bbp van Frankrijk.
Andere munten dragen de naam frank, zonder ooit aan de Franse frank gekoppeld te zijn.

## Franken gekoppeld aan de euro
De monetaire koppeling heeft deze landen in staat gesteld een uitzonderlijk stabiele munt te hebben, die voorheen gekoppeld was aan de Franse frank en nu aan de euro, door de verleiding om ‘geld te drukken’ te beteugelen. De meeste landen in deze zones hebben deviezencontrolemechanismen geïmplementeerd om valutalekken te voorkomen.
Deze valuta’s (XAF, XOF, KMF en XPF) vertegenwoordigen 3% van de geldhoeveelheid in euro.
Vier geopolitieke zones worden door deze bepalingen getroffen:
| Munt                          | ISO 4217 code | Zone |
| ----------------------------- | ------------- | --- |
| Centraal-Afrikaanse CFA-frank | XOF           | Economische en Monetaire Gemeenschap van Centraal-Afrika - Centraal-Afrikaanse Republiek - Congo-Brazzaville - Equatoriaal-Guinea - Gabon - Kameroen - Tsjaad |
| West-Afrikaanse CFA-frank     | XAF           | West-Afrikaanse Economische en Monetaire Unie - Benin - Burkina Faso - Guinee-Bissau - Ivoorkust - Mali - Niger - Senegal - Togo                              |
| Comorese frank                | KMF           | Comoren |
| CFP-frank                     | XPF           | Frans-Oceanië - Frans-Polynesië - Nieuw-Caledonië - Wallis en Futuna                                                                                          |

## Franken niet gekoppeld aan de euro
- Burundese frank
- Congolese frank
- Djiboutiaanse frank
- Guineese frank
- Rwandese frank
- Zwitserse frank